# كارازولول
كارازولول هو عقار مناهض/ناهض عكسي جزئي عالي الانجذاب (ويشار إليها أيضا بمحصرات بيتا) للمستقبلات الأدرينالينية. يشبه بشكل كبير المستقبلات الكابحة للمحفزات الخاصة بالمركبات الكيميائية، حيث ترتبط أنوع معينة من المحفزات الكيميائية بهذه المستقبلات التي لتقوم بكبحها أو التقليل من حدتها مما يؤدي إلى تغير الاستجابة الحيوية الخاصة بهذا المحفز.

## روابط خارجية
- Carazolol في المكتبة الوطنية الأمريكية للطب نظام فهرسة المواضيع الطبية (MeSH).